# 知内川 (北海道)

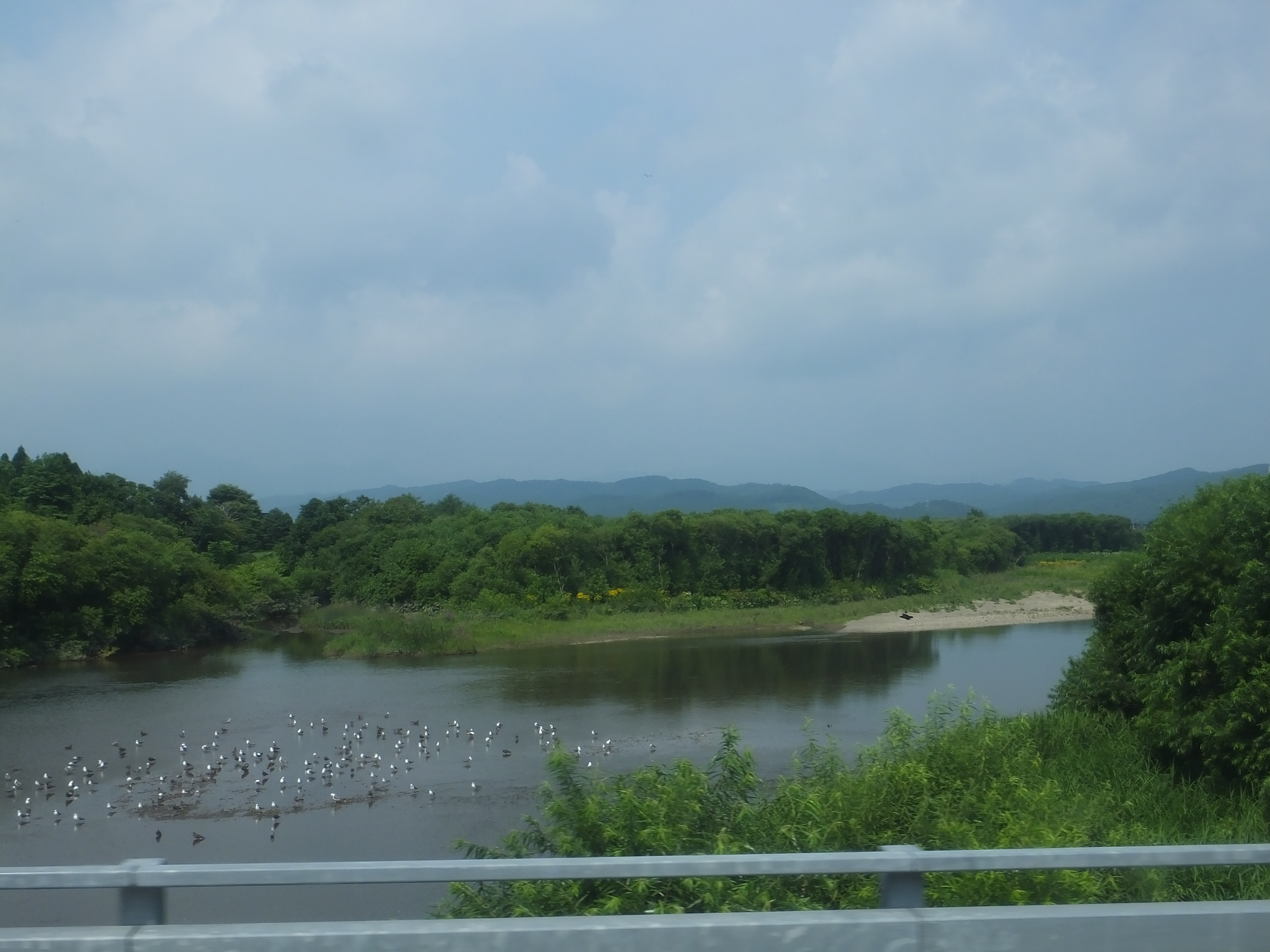
知内橋より上流方

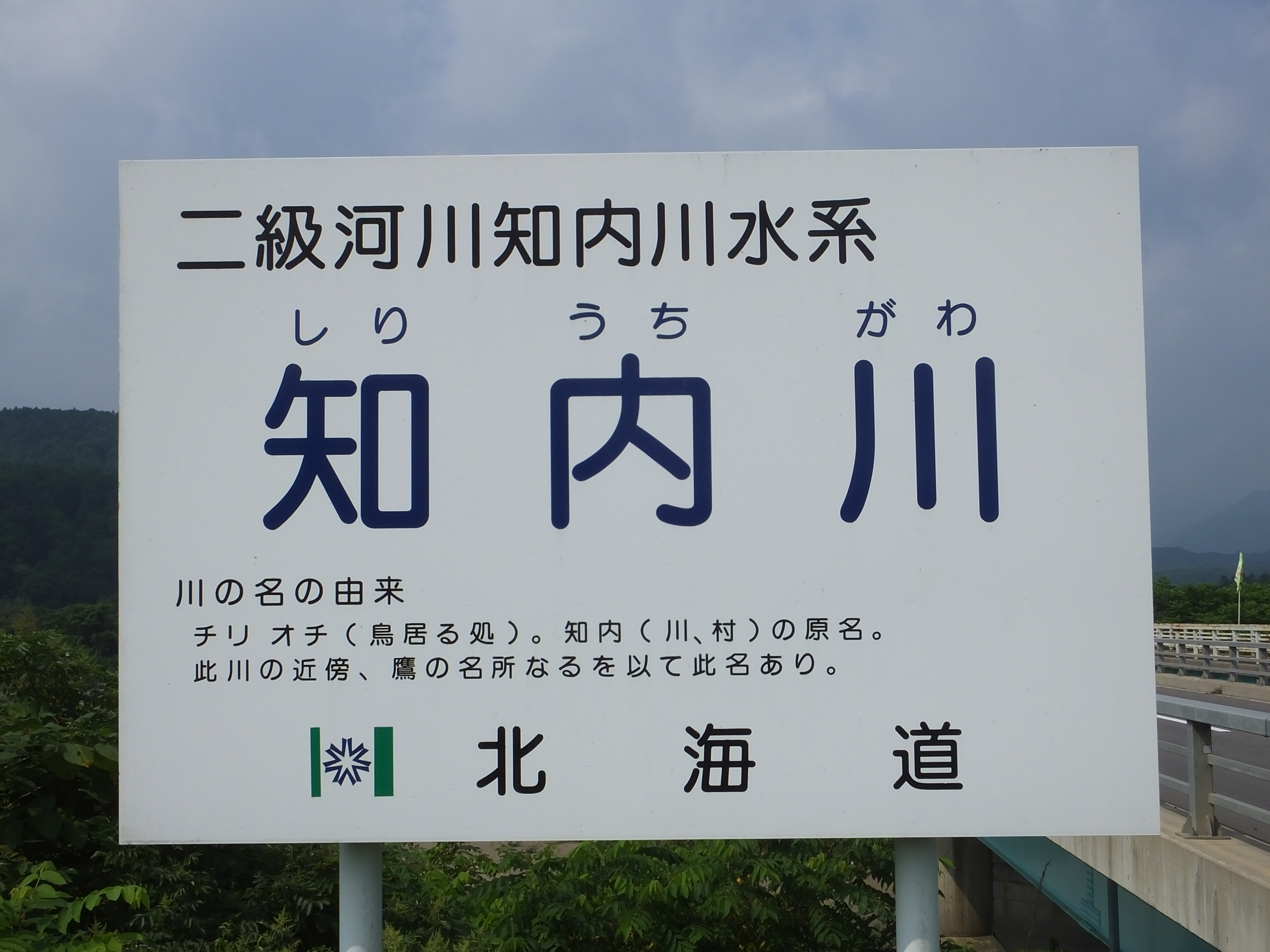
萩茶里橋にある河川名標

知内川（しりうちがわ）は、北海道渡島総合振興局管内を流れる二級河川。知内川水系の本流である。流路延長は渡島総合振興局最長で、流域面積でも遊楽部川・折戸川に次いで三番目の規模を誇る。

## 地理
松前郡福島町、大千軒岳脇の燈明岳南東斜面に源を発し東流する。砂防ダムを越えると緩やかになり、周囲が開ける。住川や綱はい川など比較的大きな支流を合わせ、また市の渡橋より国道228号（福山街道）が西隣を沿って走るようになり、蛇行しながら北へ進む。上磯郡知内町へ入ると湯の川市街地の外を囲うように流れ、東へと曲がってゆく。周囲には幅広の自然土手が形成されており、蛇行が激しい。尾出橋を越えると水田地帯に入り、複数の二級河川を合わせてゆく。かつては湯の里東端より現在の流路の北側を流れていたが、当時の流路は「旧知内川」として残っている。知内市街地に入ると旧知内川・頃内川を合わせ、間もなく津軽海峡に流入する。流路延長34.7kmのうち、綱はい川より一つ奥の支流との合流点より下流21.4kmが二級河川に指定されている。
北海道で最初に砂金が採取された地域であり、知内・福島ともに古くから砂金で名高い。記録によれば1191年（建久2年）に甲斐国イハラ郡の領主・荒木大学が流域で砂金掘を行ったとされ、その後1247年（宝治元年）には支流の湯の川で砂金の掘子が温泉を発見し、多くの採掘者が利用していた（「大野土佐日記」）。これが知内温泉であり、道内最古の温泉として知られている。1617年（元和3年）には松前藩直営の金山が川の上流に設けられ、当時は奥羽地方で飢饉が発生していたこともあり採掘者が当地域に押し寄せたという。水源や上流部に見られる千軒の地名は、「砂金採掘者の家が千軒集まっている」ことが由来とされている。なお現在も上流部や支流の河原で砂金採取が可能である。
道南では天の川と並んでサケの遡上でも有名であり、干ばつの際に祈願すると必ず大雨になり多くの鮭が遡上するという「雨石」伝説の言い伝えがある。知内町内ではサケの人工孵化事業が行われている。

### 名称の由来
アイヌ語の「チリ・オチ」（鳥・いる所）が永田地名解による自然な解釈とされている。知内川の近傍が鷹の名所であり、江戸時代に松前藩が徳川家に献上するもののうち半数以上が知内産だったという。

## 治水
1993年（平成5年）、国営灌漑排水事業に伴い支流のミナゴヤ川に知内ダムが建設され、唯一の利水施設となっている。

## 支流
下流部より記載、太字は二級河川
- 下重内川
- 頃内川
- 旧知内川
- 馬橋川
  - 長左エ門川
- 下東来川
- 中東来川
  - 上東来川
- 尾刺川
- チリチリ川
- 出石川
- ミナゴヤ川
  - 松辺川
- コモナイ川
- ツラツラ川
  - 親井川
- 湯の川
  - 小湯の川
- 縮辺川
- 綱はい川
- 大川
- サカサ川
- 住川
- 出戸二股川
- 中二股沢川
- 奥二股沢川

## 主な橋梁
下流より記載
- しおざい橋 - 北海道道531号小谷石渡島知内停車場線
- 知内橋 - 国道228号（福山街道）
- 新知内橋
- 向上雷橋
- 尾出橋
- JR海峡線橋梁
- 萩茶里橋 - 国道228号（福山街道）
- 七峰橋
- 千軒大橋
- 市の渡橋 - 国道228号（福山街道）
- 大千軒橋

## 参考資料
- 歴史のまち知内伝説（知内町）
- 千軒砂金情報（福島町）